# STS-117

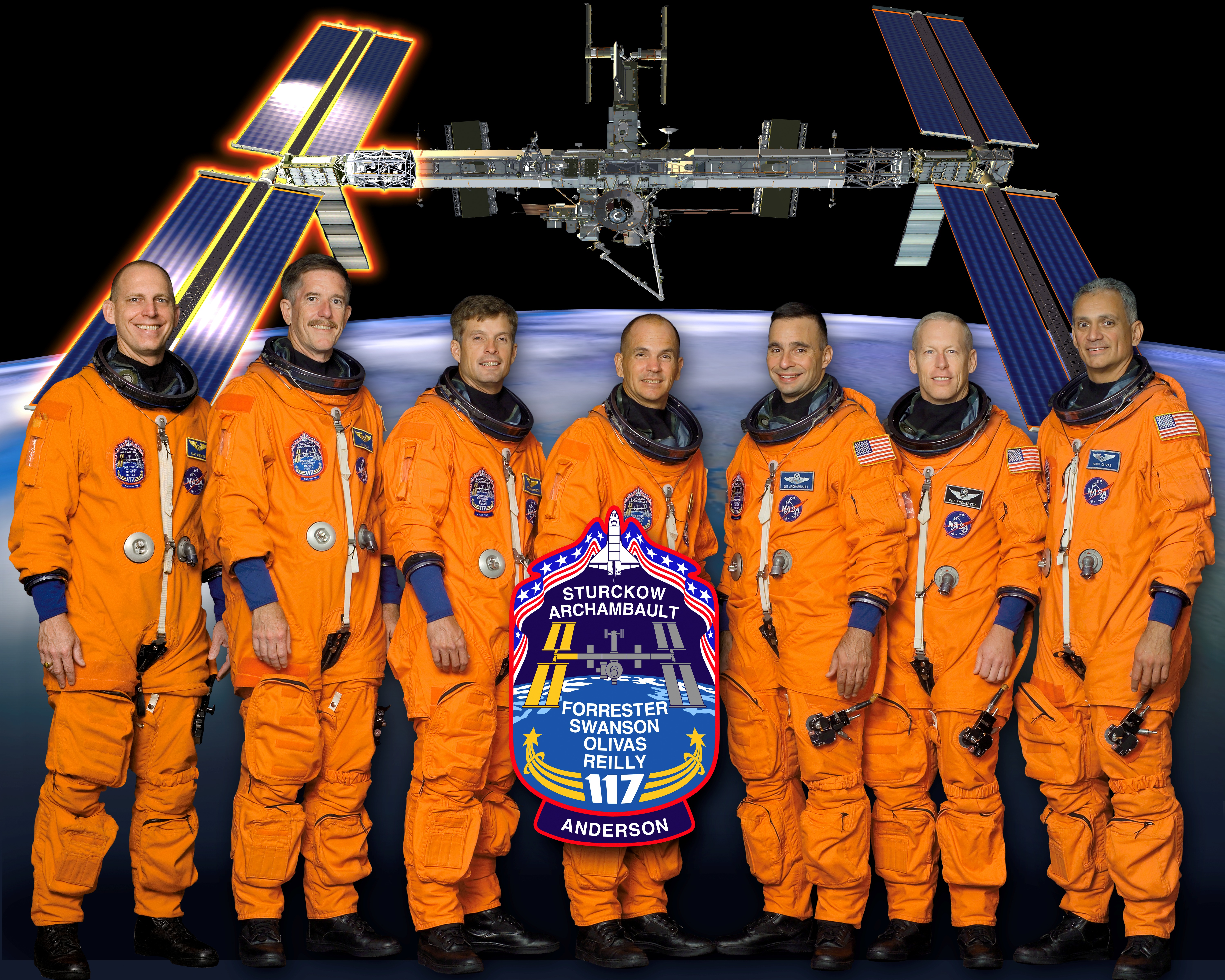
Екіпаж STS-117:зліва направо: Клейтон Андерсон, Джеймс Рейлі, Стівен Свансон, Фредерік Стеркоу, Лі Аршамбо, Патрік Форрестер, Джон Олівас

 STS-117 — космічний політ БТКК «Атлантіс» за програмою «Космічний човник». Мета польоту — продовження будівництва Міжнародної космічної станції і часткова заміна екіпажу МКС. Цей політ — 21-й політ шатла до МКС.
У разі, якби «Атлантіс» отримав пошкодження при старті, які б становили загрозу безпечної посадки, то екіпаж мав залишитися на МКС та чекати рятувальну експедицію (STS-318), що в цьому випадку мала вирушити на шатлі «Індевор». Такий запобіжний захід було передбачено згідно з рекомендаціями комісії, яка проводила розслідування обставин загибелі шатла «Колумбія».

## Екіпаж
- Фредерік Стеркоу (англ. Frederick Sturchow), (3-й космічний політ) командир екіпажу
- Лі Аршамбо (англ. Lee Archambault), 1), пілот
- Джеймс Райлі (англ. James Reilly II), 3), фахівець польоту
- Стівен Свансон (Steven Swanson), 1), спеціаліст польоту
- Патрік Форрестер (англ. Patrick Forrester), 2), фахівець польоту
- Джон Олівас (англ. John Olivas), (1), спеціаліст польоту,
- Клейтон Андерсон (англ. Clayton Anderson) (1) 15-2 бортінженер ї довгострокової експедиції МКС

Клейтон Андерсон приєднався до 15-ї довготривалої експедиції МКС, як бортінженер−2. Замість нього на Землю повернулася бортінженер-2 1-го етапу 15-ї довготривалої експедиції МКС Суніта Вільямс.
В екіпажі «Діскавері» — чотири новачки космічних польотів: Лі Аршамбо, Стівен Свенсон, Джон Олівас і Клейтон Андерсон.

## Параметри польоту
- Вага :

Вага при старті **  : ? кг
Вага при приземленні **  : ? кг
- Перигей : 155 км
- Апогей : 230 км
- Нахил : 51,6 °
- Період обертання : 91,6 хв

### Виходи у відкритий космос
- Вихід 1 — «Рейлі і Олівас»
- Мета: установка ферми S3/S4
- Початок 11 червня 2007 а — 20:02 UTC
- Закінчення 12 червня — 2:17 UTC
- Тривалість: 6:00 15 хвилин

<! — Це 66-й вихід у космос пов'язаний з МКС, 38-й вихід безпосередньо з МКС, 33-й вихід з американського модуля «Квест» в американських скафандрах.
->
Це 4-й вихід у космос Джеймса Рейлі і 1-й вихід Джона Oleftc.
- Вихід 2 — «Форрестер і Свенсон»
- Мета: Завершення установки ферми S3/S4
- Початок: 13 июня 2007 а — 18:28 UTC
- Закінчення: 14 червня — 1:44 UTC
- Тривалість 7 год. 16 хвилин

<! — Це 66-й вихід у космос пов'язаний з МКС, 38-й вихід безпосередньо з МКС, 34-й вихід з американського модуля «Квест» в американських скафандрах.
->
Це 3-й вихід у космос Патріка Форрестера і 1-й вихід Стівена Свенсона.
- Вихід 3 — «Рейлі і Олівас»
- Мета: ремонт пошкодженої обшивки шатлу, установка вентиля водню, контроль і допомога в згортанні сонячних батарей сегмента Р6
- Початок: 15 июня 2007 а — 17:24 UTC
- Закінчення: 16 червня — 1:22 UTC
- Тривалість 7:00 58 хвилин

<! — Це 66-й вихід у космос пов'язаний з МКС, 38-й вихід безпосередньо з МКС, 35-й вихід з американського модуля «Квест» в американських скафандрах.
->
Є 5-м виходом у космос Джеймса Рейлі і 2-й вихід Джона Оліваса.
- Вихід 4 — «Форрестер і Свенсон»
- Мета: підготовка системи повороту сонячних батарей сегмента S3/S4
- Початок: 17 июня 2007 а — 16:25 UTC
- Закінчення: 17 червня — 22:54 UTC
- Тривалість: 6:00 29 хвилин

Це 4-й вихід у космос Патріка Форрестера і 2-й вихід Стівена Свенсона.

## Мета

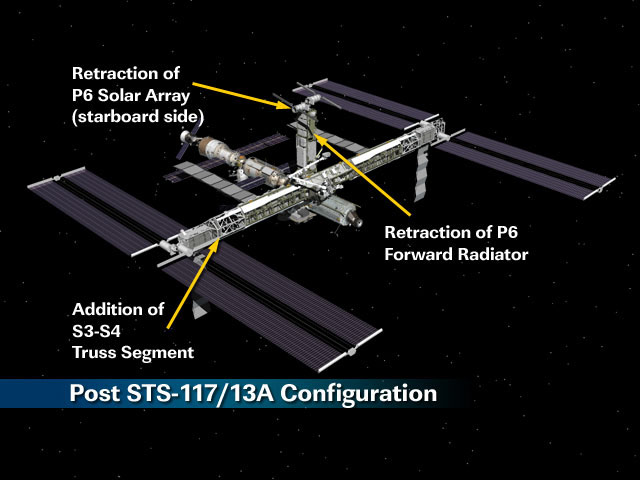
МКС після завершення місії STS-117 із зазначеними змінами і новими сегментами. (Джерело: NASA)

Доставка та монтаж сегментів фермової конструкції S3/S4. Демонтаж тимчасових панелей сонячних батарей і розгортання нового комплекту сонячних батарей, які забезпечать 25 % енергії для МКС. Заміна бортінженера 15-й довготривалої експедиції МКС.

## Підготовка до польоту

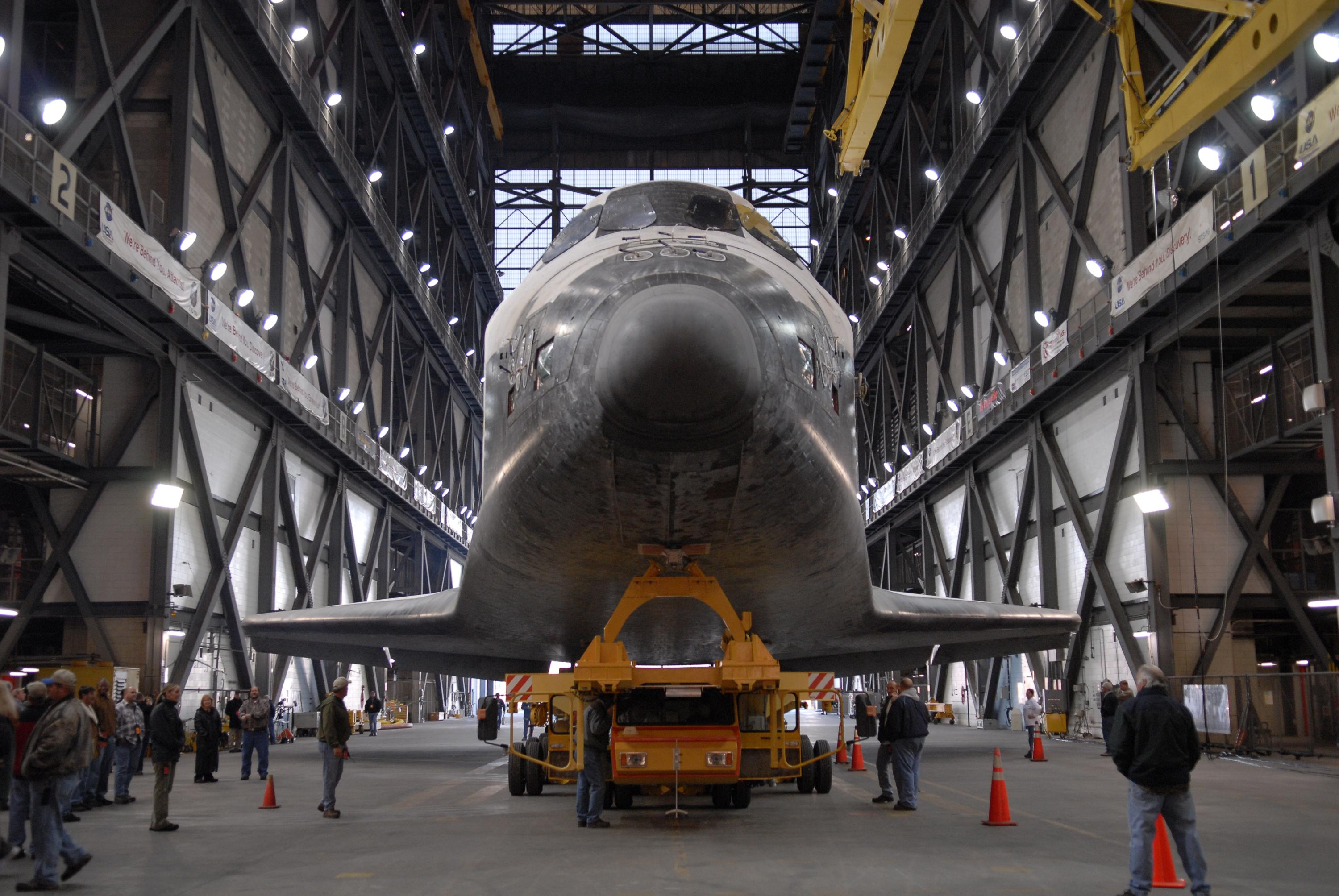
«Атлантіс» в будівлі вертикальної збірки

- 7 лютого шатл «Атлантіс» перевезений з ангара в будівлю вертикальної збірки. Пересування почалося в 11:19 UTC (6:19 ранку EST, 14:19 московського часу) і закінчилося о 12:24 UTC (7:24 ранку EST, 15:24 московського часу). На 14 лютого призначено перевезення «Атлантіса» на стартовий майданчик 39А.

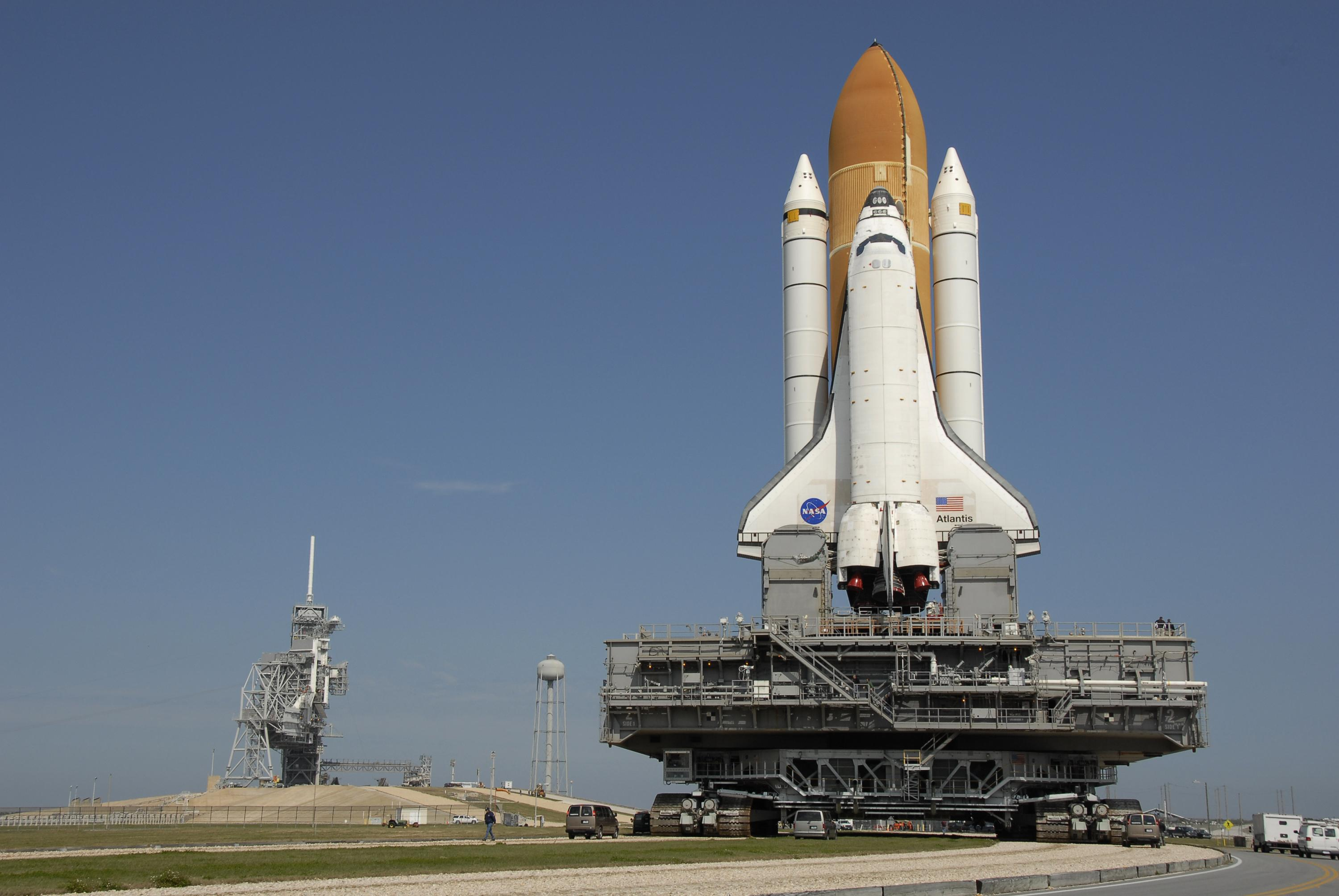
Перевезення «Атлантіса» на стартову позицію

- 15 лютого шатл «Атлантіс» вивезений на стартову позицію. Перевезення «Атлантіса» почалася в 13:15 UTC (8:15 ранку EST, 16:15 московського часу) і закінчилося в 19:09 UTC (3:09 вечора EST, 22:09 московського часу). «Атлантіс» встановлено на стартовому майданчику 39А. Останній раз цей майданчик використовувався для запуску шаттла чотири роки тому.

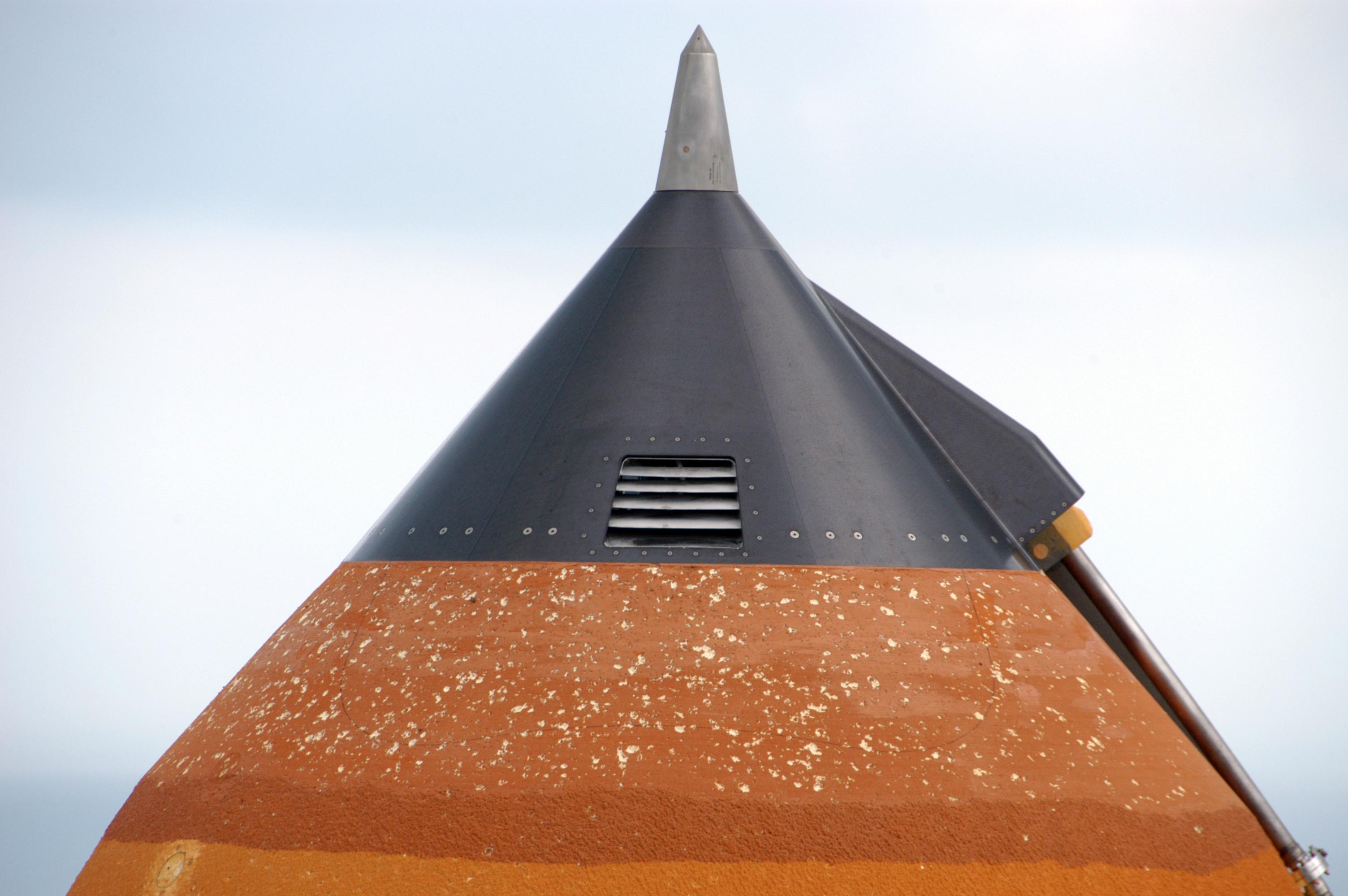
Сліди залишені градом на паливному баку «Атлантіса»

- 27 лютого керівництво НАСА ухвалило рішення відкласти, принаймні, до 22 квітня, старт місії STS-117. Це рішення було ухвалене після оцінок ушкоджень, які отримали зовнішній паливний бак і ліве крило самого шатла, після штормового вітру з градом, що пронісся 26 лютого (приблизно в 17 годин по часом східного узбережжя США, 22:00 за Гринвічем) над мисом Канаверал. З 15 лютого шаттл «Атлантіс» перебував на стартовому майданчику і готувався до місії STS-117. Спочатку старт «Атлантіса» планувався на 15 березня. Для усунення всіх пошкоджень, ухвалено рішення перевезти шаттл назад в будівлю вертикальної збірки. Перевезення в будівлю вертикальної збірки заплановане на 4 березня.

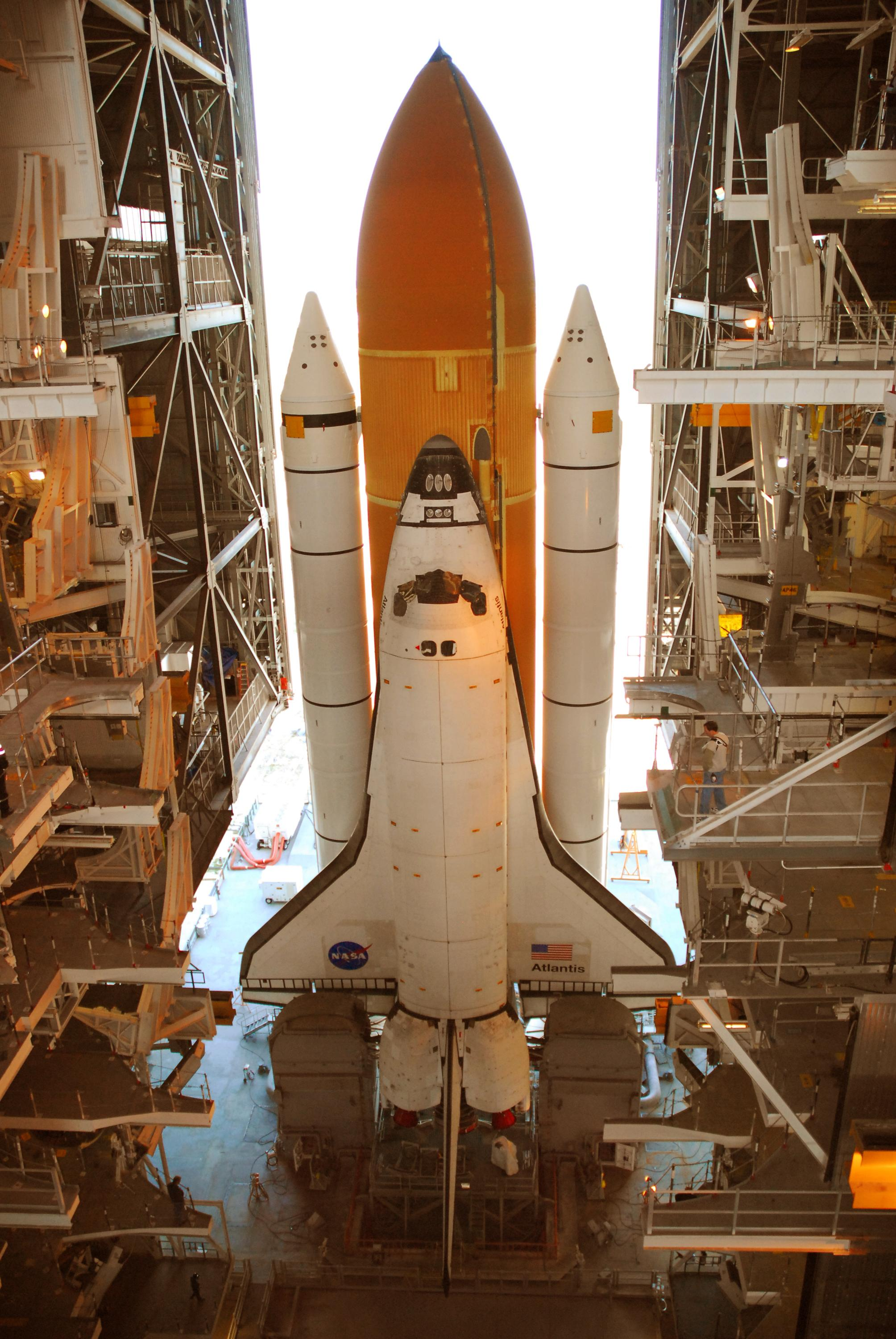
Шатл «Атлантіс» повертається в будівлю вертикальної збірки

- 4 березня шатл «Атлантіс» повернуто в будівлю вертикальної збірки. Перевезення шаттла почалася в 13:47 UTC (8:47 AM EST 16:47 московського часу) і закінчилося в 21:49 UTC (5:49 вечора EST, 5 березня 00:49 московського часу).
- 10 квітня вирішено перенести дату старту на 8 червня. Додатковий час знадобився для продовження ремонту зовнішнього паливного бака, постраждалого під час шторму з градом 26 лютого. Вивіз шаттла на стартову позицію запланований на 12 травня.
- 26 квітня керівництво НАСА ухвалило рішення про повернення бортінженера 15-й довготривалої експедиції МКС Суніти Вільямс на Землю на шатлі «Атлантіс» STS-117 в червні-місяці. Для заміни Вільямс до складу екіпажу «Атлантіс» включений Клейтон Андерсон. Спочатку планувалося, що Андерсон прилетить на заміну Вільямс на шатлі «Індевор» STS-118. Однак, через перенесення старту місії STS-117 на червень-місяць, дата старту шатлу «Індевор» STS-118 зсунулася на серпень. Суніта Вільямс перебувала в космосі з 10 грудня 2006 року, якби заміна прибула тільки в серпні, то тривалість її безперервного перебування в космосі склала б 8 місяців. Фахівці НАСА вважають, що космічний політ тривалістю більше півроку становить небезпеку для здоров'я астронавтів — через те, що накопичується сумарна доза радіації, одержувана астронавтами в космосі, а також через надмірно тривале перебування в невагомості. Тому змінник Вільямс Клейтон Андерсон був переведений зі складу екіпажу «Індевор» STS-118 в екіпаж «Атлантіс» STS- 117. Прізвище Андерсона примальовували до емблеми експедиції знизу, а на фотографії екіпажу ліворуч додали самого Андерсона.

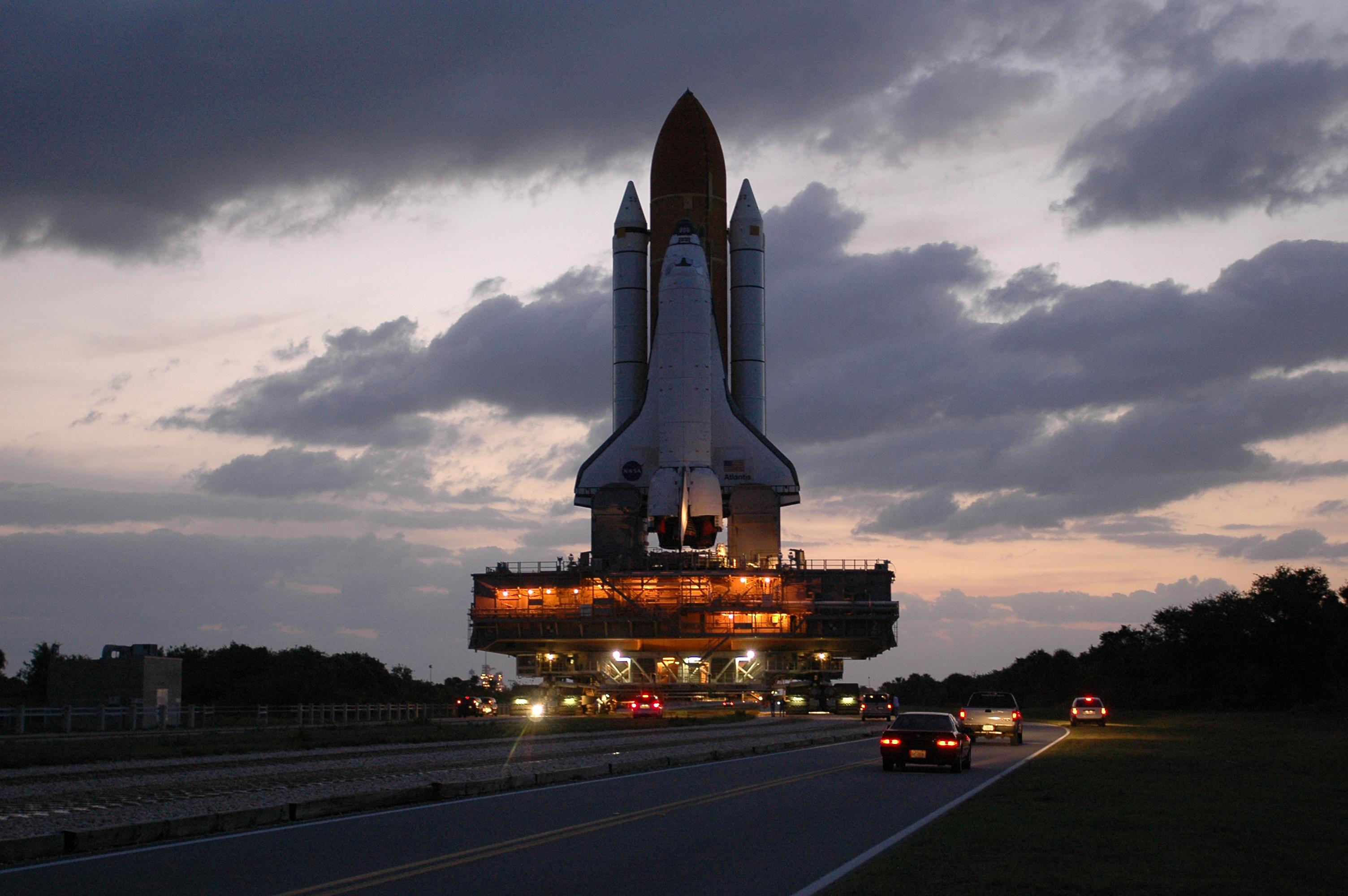
Другий виїзд на стартовий майданчик

- 15 травня шаттл «Атлантіс» перевезений з будівлі вертикальної збірки на стартовий майданчик, де він буде готуватися до місії STS-117, старт якої призначений на 8 червня. Вивіз «Атлантіса» з будівлі вертикальної збірки почався в 9:02 UTC (5:02 AM EDT). У 15:47 UTC «Атлантіс» був встановлений на стартовому майданчику. Час транспортування склав 6 годин і 45 хвилин.

Первісною датою старту «Атлантіса» було 15 березня. «Атлантіс» перебував на стартовому майданчику з лютого по 15 березня. Потім він був повернутий в будівлю вертикальної збірки для ремонту поверхні зовнішнього паливного бака, який 26 лютого було пошкоджено під час шторму з градом.
- 31 травня керівництво НАСА ухвалило офіційне рішення про запуск шатлу «Атлантіс» STS-117. Офіційні дата і час старту — 8 червня 7:00 38 хвилин після полудня річного часом східного узбережжя США (23:38 за Гринвічем). Політ шатла мав тривати 11 діб. Шаттл доставить на Міжнародну космічну станцію сімнадцятитонний сегмент фермової конструкції з сонячними батареями. Екіпажу шатла належить змонтувати і розгорнути цю конструкцію на МКС.

Для виконання дпної роботи астронавтам належало виконати три виходи у відкритий космос. Встановлення нових сонячних батарей — вирішальний крок до забезпечення енергією, необхідною для подальшого розширення станції за рахунок європейського і японського наукових модулів. «Ми не можемо контролювати погоду, але астронавти ми робили все можливе, щоб забезпечити максимальну безпеку польоту» заявив Білл Герстенмаєр (Bill Gerstenmaier) — керівник польотів НАСА.
- 3 червня екіпаж «Атлантіса» STS-117 прибув на космодром мису Канаверал у Флориді. Члени екіпажу прилетіли на космодром з Х'юстона — Космічного центру ім. Джонсона, на чотирьох літаках «Т-38».

## Опис польоту

### Червень (старт і перший день польоту)

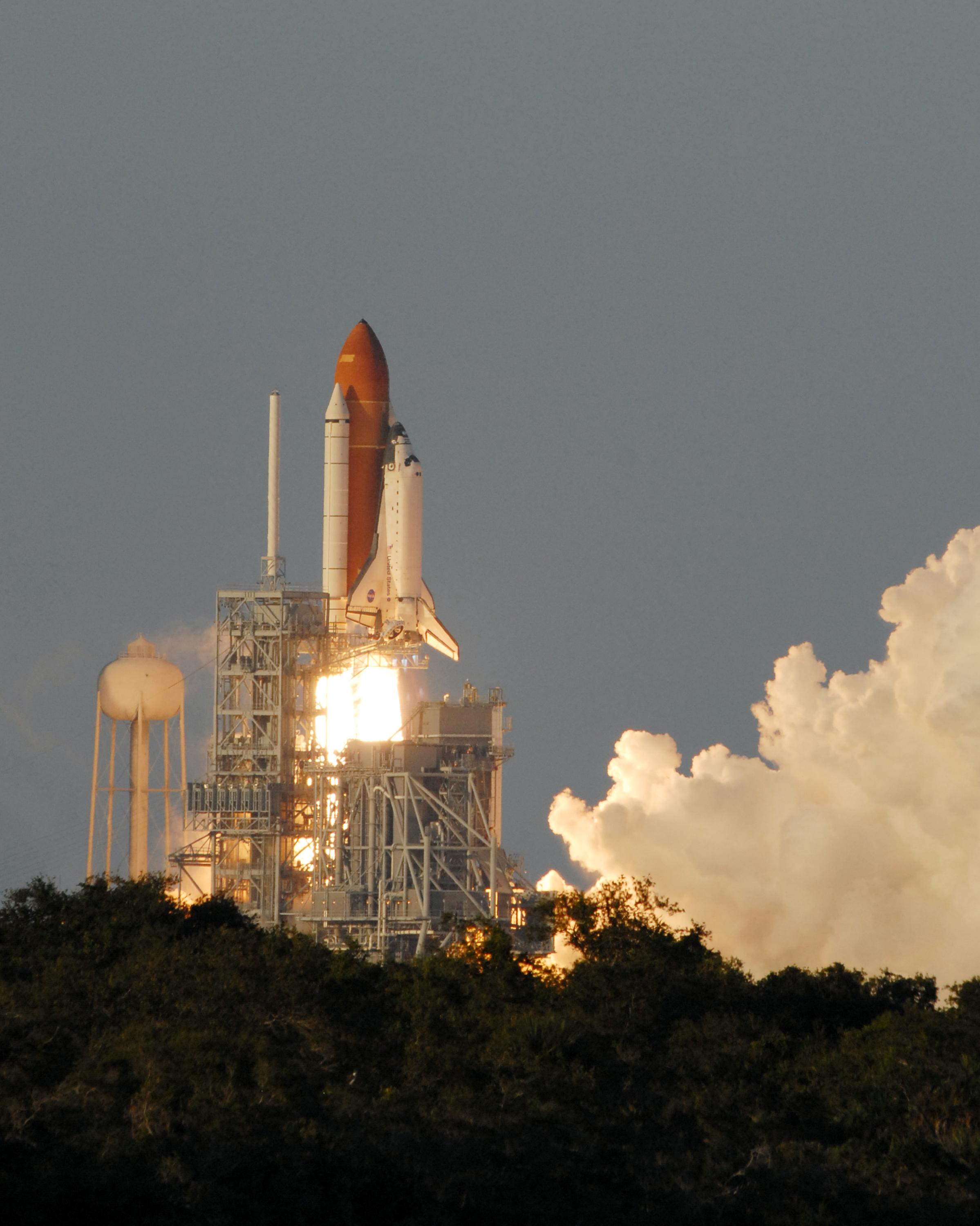
Запуск шаттла «Атлантіс» з місією STS-117

Всі передстартові операції були успішно виконані, і в 20:50 UTC екіпаж почав займати свої місця в «Атлантісі». У 20:58 посадка була завершена і в 21:40 люк корабля було закрито. Метеорологи давали 80 % шанси на успішний запуск. Центр управління був стурбований погодою на аварійних майданчиках. Однак база ВПС в Істрі (Франція) дала добро за погодними умовами на час запуску, а метеорологічна ситуація на іншому майданчику в Сарагосі (Іспанія) стала спостерігати тенденцію до поліпшення. Третій майданчик для аварійної посадки, база ВПС у Мороні, була закрита через ремонт злітно-посадкової смуги до 15 червня. Запуск МТКК був здійснений у відповідності з розкладом в 23:38:04 UTC (19:38 EDT).
Як і всі залишилися планові запуски шаттлів до МКС, старт пройшов зі стартового майданчика 39А. (39B Майданчик використовується для невідкладних запусків для порятунку планових місій, зокрема STS-125, яка не відвідає МКС). STS-117 був першим запуском з майданчика 39А після катастрофи шаттла «Колумбія» у 2003 році.

### 9 червня (другий день польоту)
Екіпаж шаттла, за допомогою камери, яка була закріплена на подовжувачі робота-маніпулятора, обстежив теплозахисне покриття шаттла. Пошкоджень теплозахисного покриття на найвідповідальніших ділянках поверхні шатла — крайках крил і на носовій частині, виявлено не було.

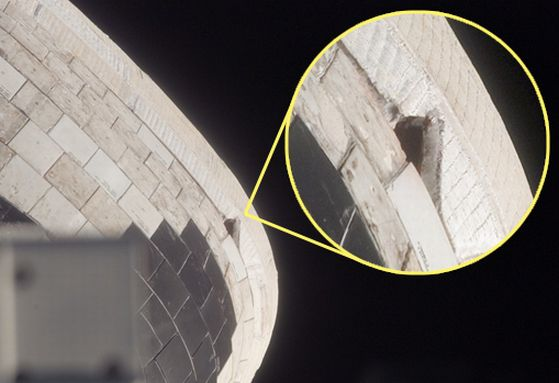
Пошкодження теплозахисного покриття шаттла

Однак, було виявлено пошкодження розміром см 10 × 15 (4 × 6 дюйм ів) у теплозахисного покриття блоку системи орбітального маневрування (ВООЗ / RCS) на лівому борту шаттла. Це не викликало серйозного занепокоєння, оскільки пошкоджене місце не піддається надмірно високих температур при посадці (540 ° C, в той час як в інших областях «посадочна» температура сягає 1600 ° C).

### 10 червня (третій день польоту)

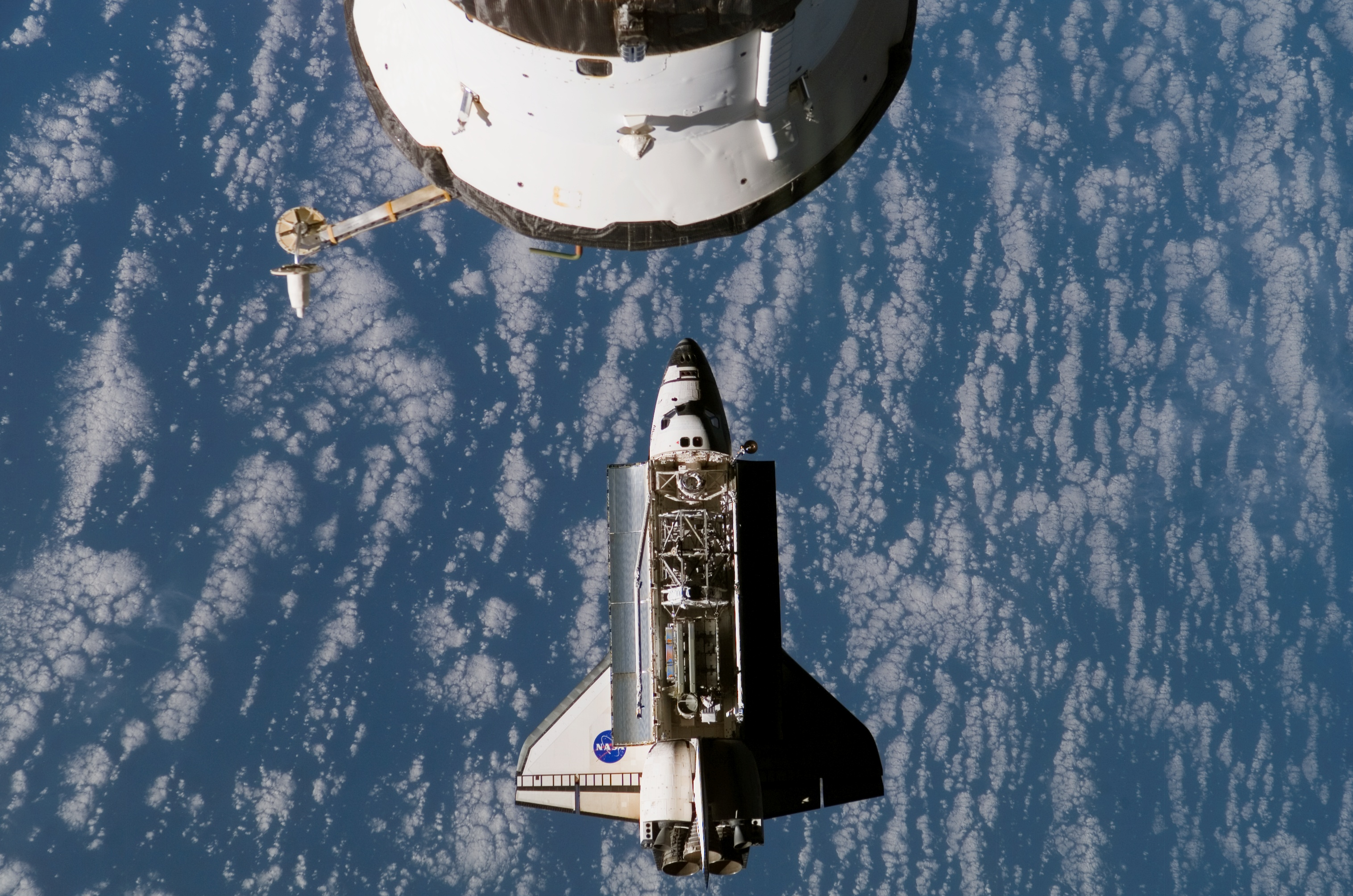
«Атлантіс» наближається до МКС

Стиковка орбітального корабля «Атлантіс» з Міжнародною космічною станцією сталася в 19:36 UTC. Перед стикуванням човник успішно виконав так званий маневр RPM (Rendezvous Pitch Manuever — зустрічний похилий маневр), в ході якого екіпаж станції провів контрольну зйомку теплозахисного покриття шаттла камерами високого дозволу. Люк між шатлом і МКС був відкритий в 21:20 UTC. За допомогою робота-маніпулятора шаттла, з вантажного відсіку «Атлантіса» було піднято і передано роботу-маніпулятору МКС сегмент фермової конструкції з сонячними батареями S3/S4. Відбулася офіційна часткова заміна в 15-й довготривалій експедиції МКС. У кораблі «Союз ТМА-10», який пристикований до МКС, і який служить рятувальною шлюпкою для екіпажу МКС, був замінений індивідуальний ложемент Суніти Вільямс на ложемент Клейтона Андерсона. З цього моменту Андерсон перейшов в екіпаж МКС, а Вільямс в екіпаж «Атлантіса».

### 11 червня (четвертий день польоту, перший вихід у відкритий космос)
У 12:49 UTC почалася установка сегмента фермової конструкції S3/S4. Сегмент S3/S4, за допомогою робота — маніпулятора станції, був приєднаний до сегмента S1.

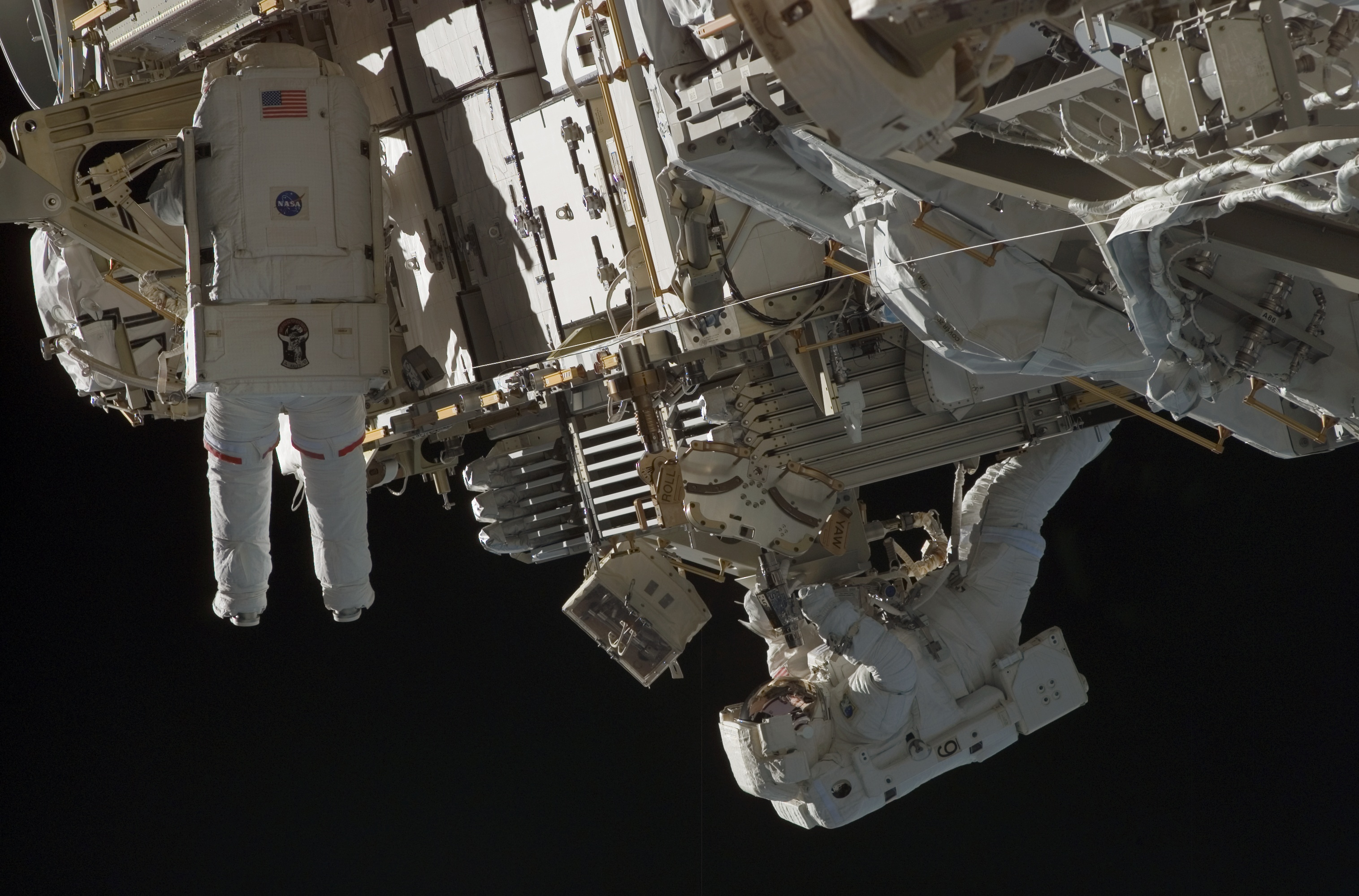
Перший вихід у космос. Зліва Джеймс Рейлі, праворуч Джон Олівес

У 20:02 UTC розпочався перший вихід у відкритий космос. Початок виходу було відкладено на годину через короткочасний вихід з ладу гіроскопів контролю орієнтації.
Під час виходу в космос астронавти Джеймс Рейлі і Джон Оліас скріпили сегмент з сегментом S1 S3/S4, під'єднали силові та інформаційні кабелі, зняли транспортні кріплення і фіксатори з поворотного пристрою сонячних батарей знову встановленого сегмента S3/S4, підготували панелі сонячних батарей сегмента S3 / S4 до розгортання. Вихід закінчився о 2 годині 17 хвилин 12 червня. Тривалість першого виходу склала 6 годин і 15 хвилин.

### 12 червня (п'ятий день)
Успішно розкриті сонячні батареї знову встановленого сегмента S3/S4, що значно збільшило можливості вироблення енергії станцією. Розкриття панелей почалося в 15:43 UTC. Загальна довжина панелей сонячних батарей сегмента становить майже 73 метри S3/S4 (240 футів).
Тривали проблеми з гіроскопами контролю моменту, основною системою орієнтації станції. Часом для контролю орієнтації доводилося використовувати човник, але всі проблеми були вирішені до кінця дня.
Астронавти Стівен Свенсон і Патрік Форрестер почали підготовку до виходу в космос, запланованого на середу, 13 червня, в 18:03 UTC.
Керівництво НАСА ухвалило рішення провести і четвертий вихід у відкритий космос для усунення пошкодження захисного покриття шатла «Атлантіс».
Пошкодження захисного покриття було виявлено біля двигунів системи орбітального маневрування. Четвертий вихід у космос запланований на неділю, 17 червня. Вся робота з ремонту обшивки шатла займе від 90 хвилин до двох годин. У зв'язку з проведенням четвертого виходу в космос, було ухвалено рішення про продовження місії «Атлантіса» на дві доби. Повернення «Атлантіса» на Землю було перенесено на 21 червня, посадка в 17:54 UTC.
Виникли проблеми в російському сегменті МКС — відключилися комп'ютери системи орієнтації (DMS- R). Незважаючи на численні спроби, перезапустити комп'ютери не вдалося. Контроль орієнтації станції був переключений на гіроскопи орієнтації американського сегменту станції, які підключили до систем орієнтації пристикованого до станції шатлу « Атлантіс». Отже, орієнтація станції підтримувалася двигунами шаттла. Фахівці в російському Центрі управління польотами робили численні, але безуспішні спроби перезапустити комп'ютери, що вийшли з ладу. Висловлювалися припущення, що вихід з ладу комп'ютерів був викликаний приєднанням до станції нового сегменту S3/S4. Однак, причина виходу з ладу комп'ютерів залишалася невідомою. Не було достеменно відомо також, де саме стався збій: у програмному забезпеченні або в самій апаратурі. Проблема полягала ще й у тому, що програмне забезпечення в російські комп'ютери могло бути завантажено тільки з російського Центру управління польотами, і тільки в той час, коли станція знаходиться в прямій радіовидимості з території Росії. Сприятлива можливість для перезавантаження комп'ютерів могла з'явитися тільки в четвер 14 червня.

### 13 червня (шостий день польоту, другий вихід у відкритий космос)

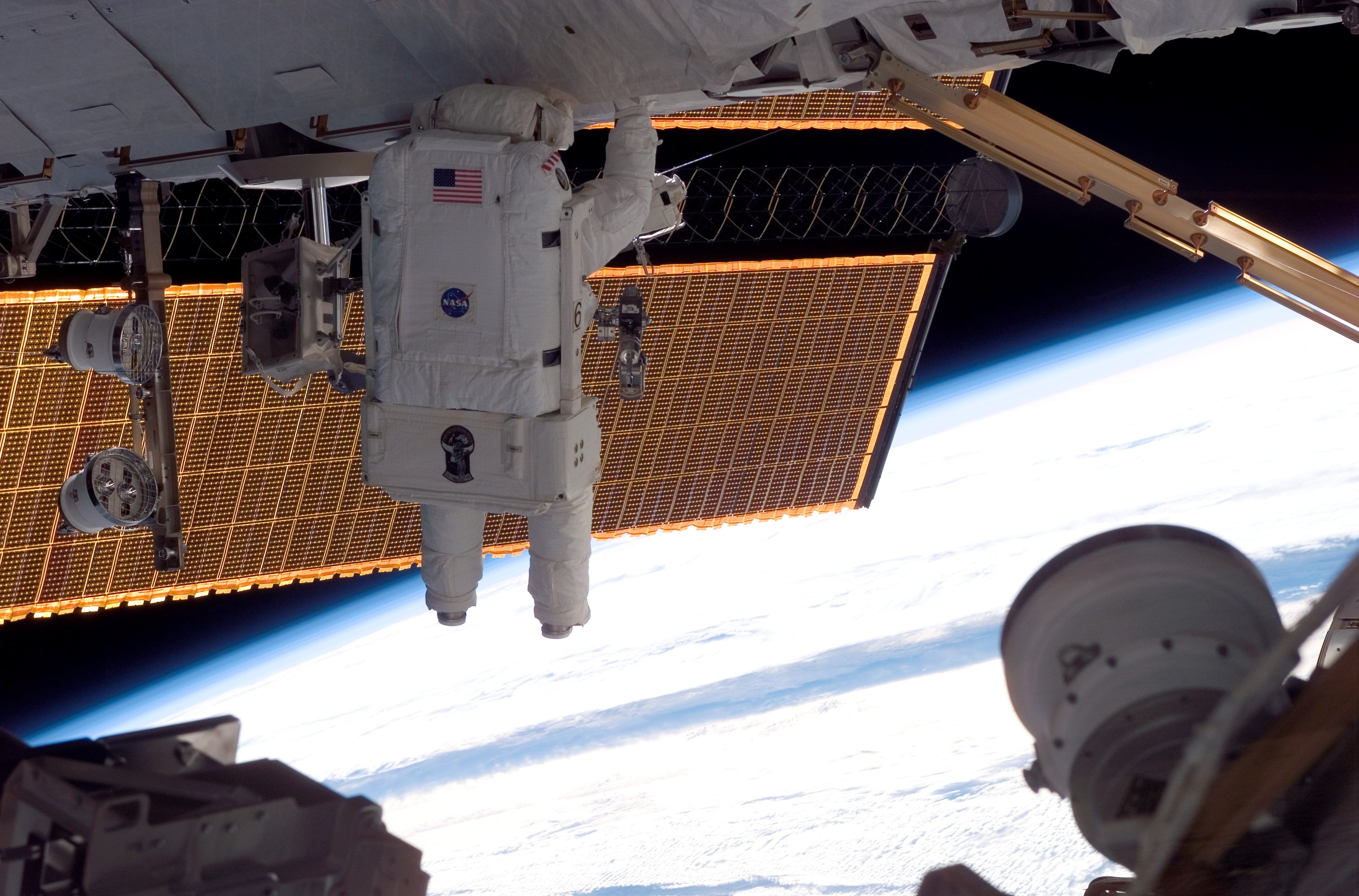
Стівен Свенсон у відкритому космосі

У 10:47 UTC почався процес згортки панелей сонячних батарей сегмента Р6 станції. Враховуючи попередній досвід, коли в грудні 2006 року, під час експедиції «Дискавері» STS-116, при згортанні першій частині панелей сонячних батарей виникли труднощі — панелі заклинювало. Для подолання цих труднощів, астронавти були змушені здійснити позаплановий вихід у відкритий космос. Цього разу, передбачаючи можливі складності при згортанні другій частині панелей сонячних батарей, контроль і підтримка процесу згортання панелей сонячних батарей був заздалегідь запланований.
У 18:28 UTC астронавти Патрік Форрестер і Стівен Свенсон вийшли в космос з модуля «Квест» Р6 і, при необхідності, за допомогою спеціальних інструментів, підправляли складання сегментів сонячних батарей. Хоча, астронавти затратили на цю роботу на 45 хвилин більше, ніж планувалося, вдалося згорнути тільки 45 з 115 футів панелі сонячної батареї. Процес згортання сонячних батарей продовжився під час наступного виходу у відкритий космос, який відбувся 15 червня.
Потім астронавти продовжили роботу з активації змонтованих на МКС сонячних батарей сегмента S3/S4. Астронавти знімали транспортні замки і кріплення з механізму обертання панелей сонячних батарей. Однак, астронавтам не вдалося виконати цю роботу до кінця. Фахівці запідозрили, що два двигуни цього пристрою підключені неправильно. Тому астронавти не стали знімати останні транспортні фіксатори з поворотного пристрою, щоб уникнути неконтрольованого обертання панелі сонячних батарей.
Астронавти повернулися в шлюзовий модуль «Квест» 14 червня в 1: 44 UTC. Тривалість виходу склала 7:00 16 хвилин.
Тривали проблеми з російськими комп'ютерами, що відповідають за орієнтацію станції. Федір Юрчихін та Олег Котов, за допомогою фахівців у російському центрі управління польотом, продовжували спроби по відновленню працездатністі комп'ютерної системи в російському сегменті станції.

### 14 червня (сьомий день польоту)
Фахівці американського центру управління польотом зробили кілька спроб, щоб повністю згорнути панелі сонячних батарей сегмента Р6. З центру управління польотом по черзі передавалися команди на згортання і розгортання панелей, з надією, що після чергової струсу панелі все-таки вдасться згорнути. Однак до повного успіху ці спроби не привели. Панелі сонячних батарей залишалися згорнутими тільки до половини своєї довжини. Було вирішено продовжити згортання панелей сонячних батарей, під контролем з астронавтів, під час третього виходу у відкритий космос на наступний день.
Члени екіпажу МКС продовжили спроби відновлення працездатності комп'ютерів системи орієнтації станції на російському сегменті. У цій роботі був досягнутий певний успіх — вдалося тимчасово запустити один з трьох комп'ютерів орієнтації. У цей час контроль орієнтації станції здійснювався за допомогою систем шатла «Атлантіс». Ситуація була така, що працездатність комп'ютерів управління системи орієнтації станції повинна була бути відновлена до відстиковки «Атлантіса». Розглядалися варіанти продовження перебування «Атлантіса» у складі МКС, принаймні, на добу.

### 15 червня (восьмий день польоту, третій вихід у відкритий космос)
Відбувся третій вихід у відкритий космос. Другий раз під час поточного польоту у відкритому космосі працювали астронавти Джеймс Рейлі і Джон Олівас. Вихід почався 17:24 UTC. Час закінчення виходу — 1:22 хвилини, 16 червня. Тривалість виходу склала 7 годин 58 хвилин.

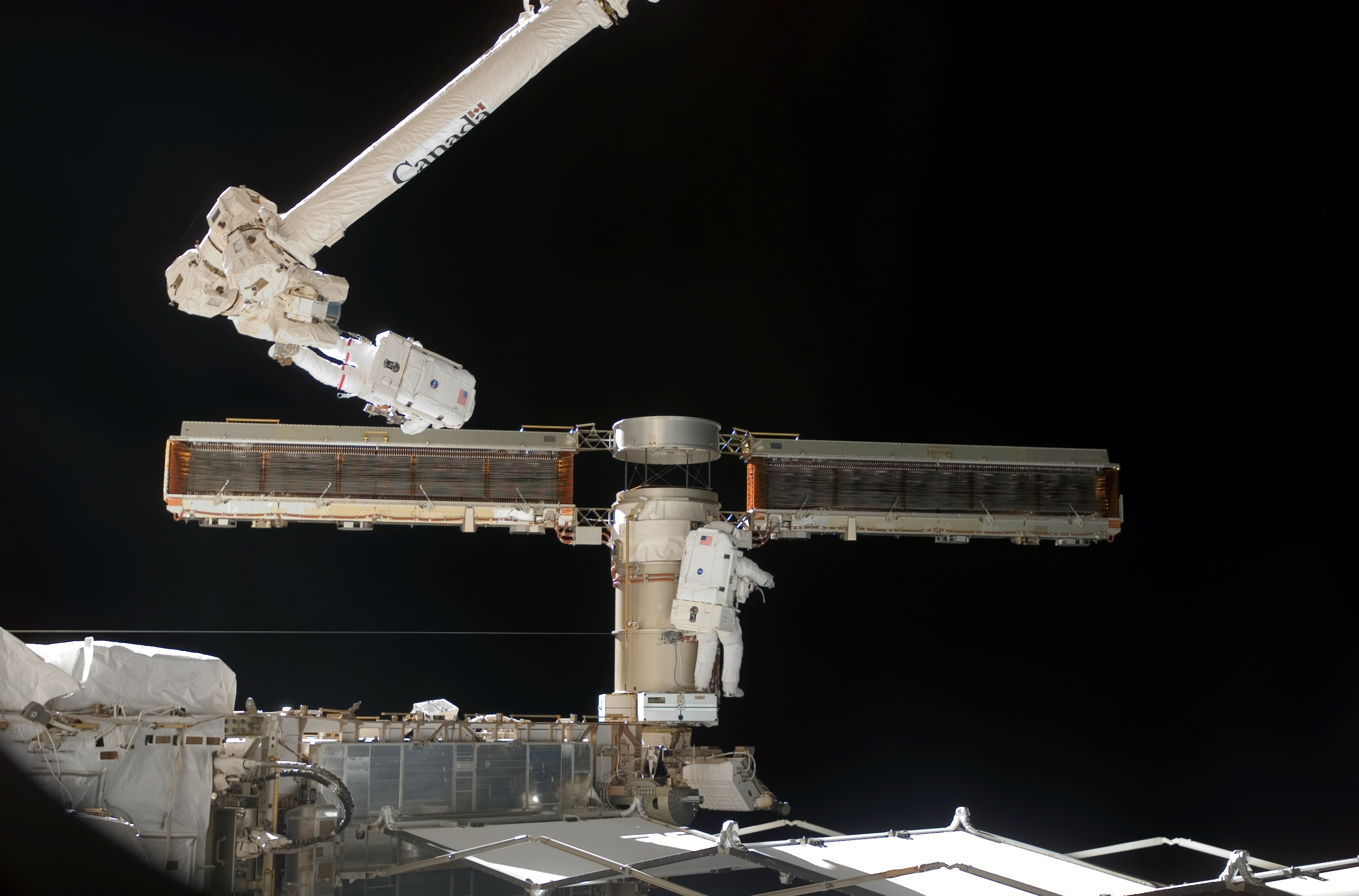
Рейлі (зверху, на роботі- маніпуляторі) і Олівас (внизу) біля згорнутих сонячних батарей сегмента Р6

Під час виходу Джон Олівас займався ремонтом обшивки шатла в районі двигунів системи маневрування шаттла. За допомогою робота- маніпулятора, астронавт був переміщений до місця пошкодження в район хвостового оперення шаттла. Олівас розправив задертий кут обшивки і закрив утворений в тому місці отвір. Потім Олівас закріпив обшивку спеціальними дужками. В цей же час, Джеймс Рейлі встановлював відвід для водню на зовнішній поверхні американського модуля «Дестіні». Через цей відвід буде виводитися водень, що виробляється новим генератором кисню.
Для виконання другого завдання, астронавти перемістилися до сегменту Р6 фермової конструкції станції. Рейлі і Олівас контролювали процес згортання панелей сонячних батарей сегмента Р6, і, у разі необхідності, втручалися в цей процес та, за допомогою спеціальних інструментів, підправляли заклинює секції сонячних батарей. Це завдання було успішно виконано. Панелі сонячних батарей сегмента були повністю складені. Під час польоту "Діскавері"STS-120, який запланований на жовтень, сегмент Р6 буде переставлено з його теперішнього тимчасового положення, зверху над модулем вузол 1 на його постійне місцем на лівому кінці фермової конструкції до сегменту Р5. Потім панелі сонячних батарей сегмента Р6 будуть розгорнуті знову.
Астронавт Патрік Форрестер, що знаходиться всередині станції, координував роботу астронавтів у відкритому космосі. Роботом- маніпулятором управляли Лі Аршамбо і Стів Свенсон.
Це був, в цілому, п'ятий вихід для Рейлі і другий для Оліваса.
Екіпаж МКС продовжував працювати з комп'ютерами орієнтації та управління станції. Космонавтам вдалося відновити роботу чотирьох з шести комп'ютерів. Це вдалося після того, як космонавти виключили з ланцюга живлення один з перемикачів напруги. Космонавти підозрювали, що цей перемикач вийшов з ладу. Було вирішено залишити комп'ютери в робочому стані до суботи, а потім проаналізувати їх функціонування в суботу (16 червня). Орієнтацію станції продовжували контролювати гіроскопи і двигуни орієнтації шаттла «Атлантіс».

### 16 червня (дев'ятий день польоту)
Астронавти шаттла мали менш завантажений день. Проводилася підготовка до четвертого, заключного, виходу у відкритий космос. Була проведена прес-конференція для американських засобів інформації. Астронавти займалися перенесенням вантажів, доставлених шатлом на станції і перенесенням сміття та відпрацьованих матеріалів у зворотному напрямку.
Бортінженер екіпажу МКС Суніта Вільямс, яка перебувала в космосі з 10 грудня 2006 року, в 5:48 UTC перевершила жіночий рекорд тривалості перебування в космосі. До цього моменту рекорд належав американці Шеннон Люсід, 188 і дорівнював доби і 4 години. Цей рекорд Шеннон Люсід встановила в 1996 році, під час тривалого перебування на російській станції «Світ».
Вдалося відновити працездатність всіх шести комп'ютерів російського сегмента станції. Чотири комп'ютери були включені в роботу, і два залишалися в черговому режимі.

### 17 червня (десятий день польоту, четвертий вихід у відкритий космос)
Астронавти Патрік Форрестер і Стівен Свенсон здійснили останній вихід у відкритий космос. Вихід почався в і закінчився о 16:25 UTC 22:54 UTC. Тривалість виходу склала 6:00 29 хвилин.

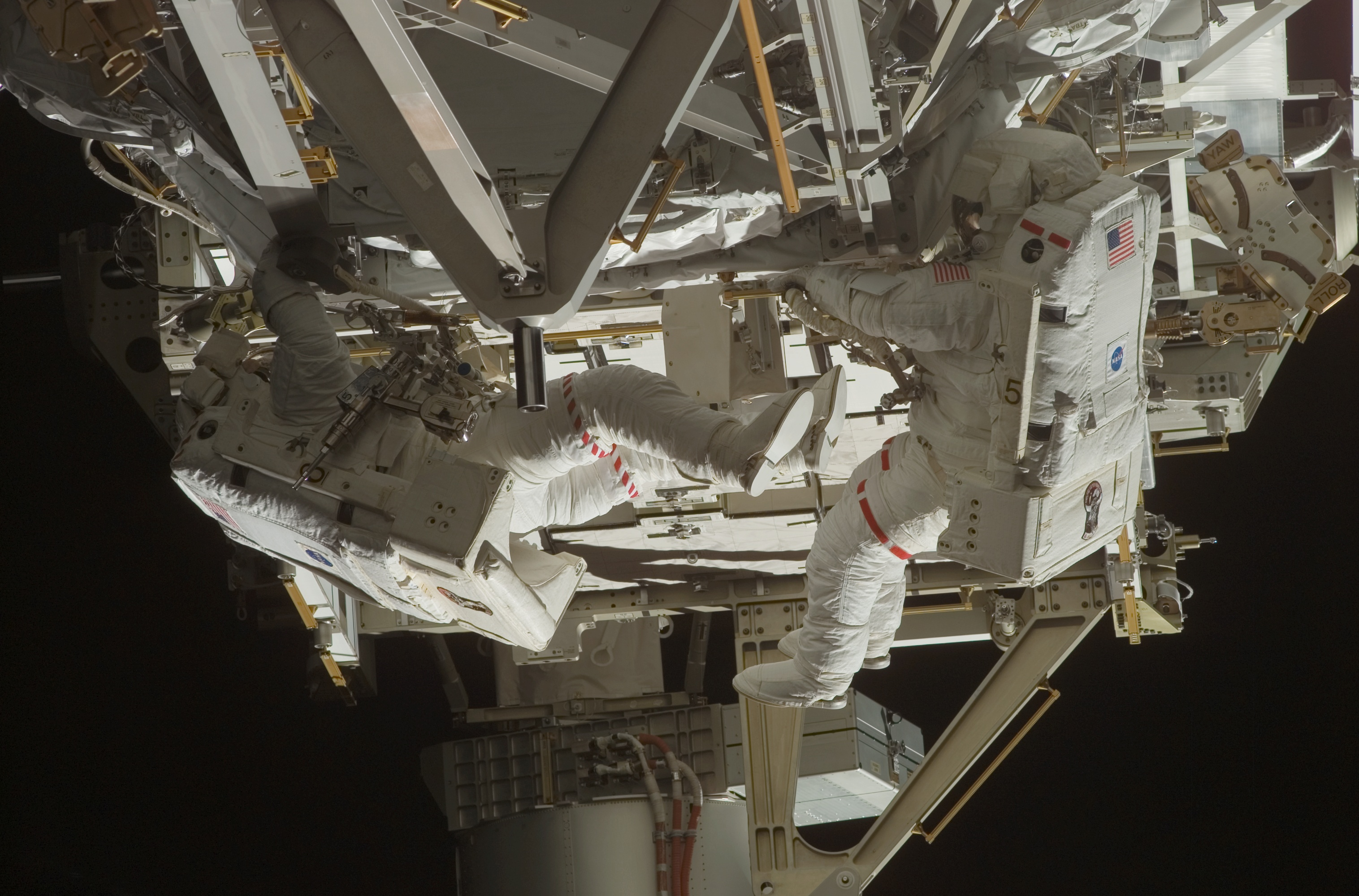
Форрестер (праворуч) і Свенсон працюють у відкритому космосі

Під час виходу, астронавти перевірили правильність підключення моторів системи повороту знову змонтованих сонячних батарей сегмента S3/S4 і підготували систему повороту до штатної роботи у складі МКС. Астронавти також встановили ще одну відео камеру, кабель комп'ютерної мережі на модулі «Юніті» і протівометеорітную панель на модулі «Дестіні».
Координацію роботи за бортом здійснював Джеймс Рейлі. Чи Аршамбо керував роботом-маніпулятором. Джеймсу Рейлі допомагав Олег Котов, який одночасно вивчав процес координації робіт за бортом станції, так як він буде виконувати цю роботу під час наступного виходу у відкритий космос космонавтів МКС.
Це четвертий вихід для Форрестера і другий для Свенсон.

### 18 червня (одинадцятий день польоту)
Космонавти на борту МКС протестували функціонування системи навігації станції. Система навігації перемкнута від системи навігації шаттла на комп'ютери російського сегменту станції. Працездатність комп'ютерів та системи навігації повністю відновлена.
Екіпаж шаттла «Атлантіс» пакував речі і прощався з екіпажем МКС. У 22:51 UTC був закритий перехідний люк між шатлом і станцією. Відстиковка шатлу намічалася на 19 червня в 14:42 UTC. Приземлення шаттла намічалося на 21 червня в 17:54 UTC. Однак, прогноз погоди на четвер і п'ятницю на мисі Канаверал — був несприятливий. Передбачалася можливість посадки на Військово-повітряній базі Едвардс у Каліфорнії.

### 19 червня (дванадцятий день польоту)

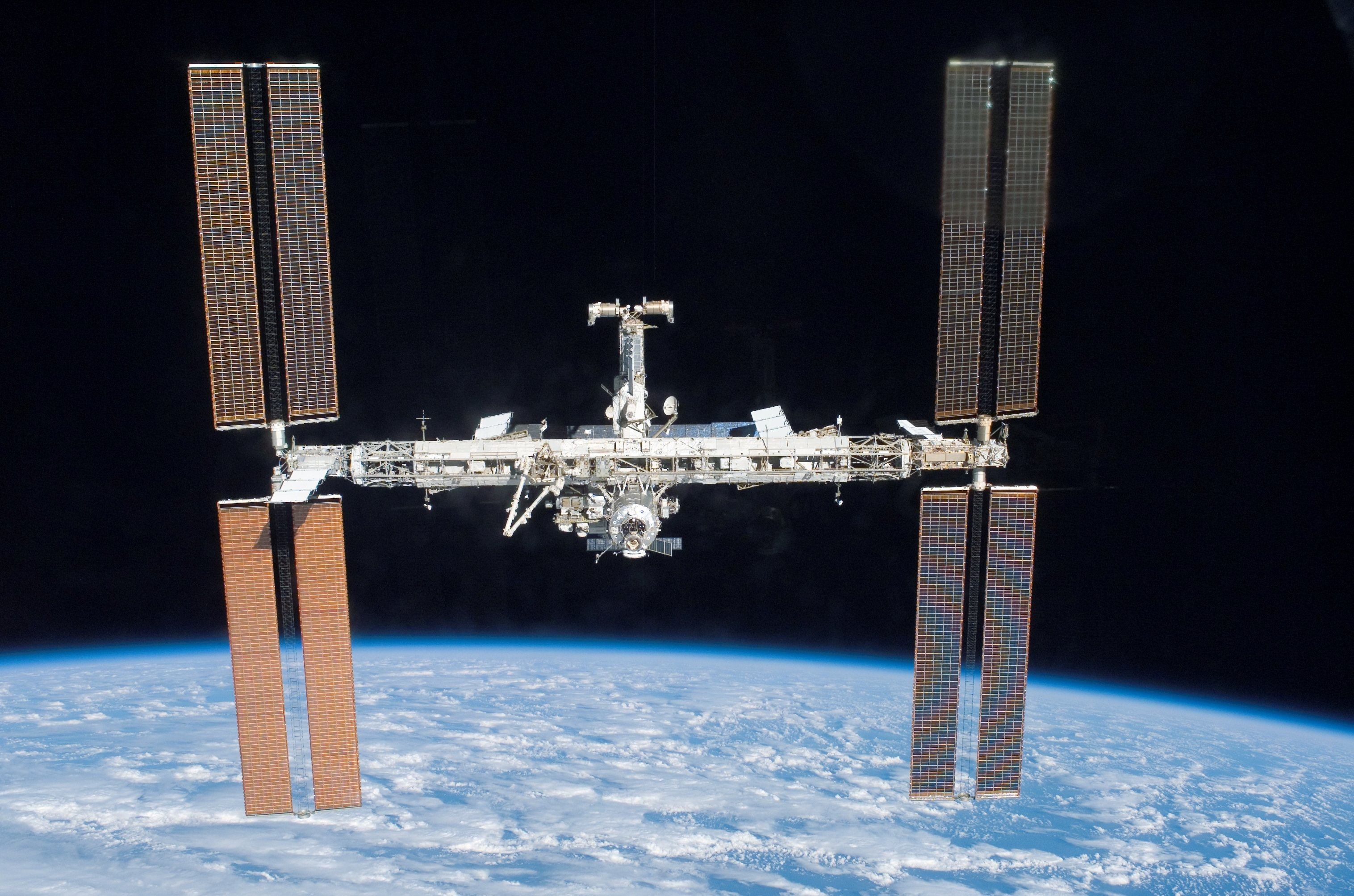
Так виглядала МКС 19 червня 2007

14:42 UTC шаттл «Атлантіс» відстикувався від Міжнародної космічної станції. Політ «Атлантіса» у зв'язці з МКС тривав вісім діб і дев'ятнадцять годин. Після розстикування шаттл здійснив традиційний обліт і фотографування МКС. Астронавти за допомогою камери закріпленої на роботі-маніпуляторі, ще раз оглядали теплозахисне покриття свого космічного корабля.

### 20 червня (тринадцятий день польоту)
Командир корабля Рик Стеркоу і пілот Лі Аршамбо перевіряли готовність до посадки всіх систем шатла. Всі системи шатлу були в порядку. Тільки погода на мисі Канаверал був несприятливою. У Флориді було хмарно, йшли дощі з грозами.
Члени екіпажу шаттла давали інтерв'ю з орбіти американським засобам інформації.

### 21 червня (чотирнадцятий день польоту)
21 червня були дві можливості для приземлення «Атлантіса» в Космічному центрі Кеннеді у Флориді. Перша можливість — 202 виток в 17:55 UTC, друга — 203 виток в 19:30 UTC. Обидві ці можливості не використано через погану погоду в місці приземлення. Шаттл залишився на орбіті ще на одну добу. Керівництво НАСА використовує всі можливості, щоб приземлити шаттли в Космічному центрі Кеннеді та уникнути додаткових витрат з перевезення шаттлів з Каліфорнії до Флориди, які виникають у разі посадки на Військово-повітряній базі Едвардс.

### 22 червня (п'ятнадцятий день польоту)

"Атлантіс " приземлився

22 червня можливість приземлення в Космічному центрі Кеннеді (218 виток в 18:18 UTC), не була використана. Погана погода у Флориді змусила керівництво польотом перенести посадку на Військово-повітряну базу Едвардс у Каліфорнії.
У 18:43 UTC були включені двигуни гальмування «Атлантіса». У цей час «Атлантіс» знаходився над Індійським океаном. Двигуни відпрацювали 2 хвилини і 33 секунди. «Атлантіс» зійшов з орбіти і в 19:49 UTC успішно приземлився на базі Едвардс.
Тривалість польоту «Атлантіса» STS-117 склала 13 годин 12 хвилин доби 20 секунд. За цей час шаттл раз облетів Землю 219 разів.
Тривалість перебування в космосі Суніти Вільямс склала 194 діб 18 годин і 58 хвилин. Це новий жіночий рекорд тривалості безперервного перебування в космосі.
Після приземлення екіпаж «Атлантіса» зробив традиційний обхід і огляд свого корабля. Члени екіпажу також коротко виступили перед зустрічаючими. «Під час місії виникали різні непередбачені проблеми. Але, всі вони були дозволені. Це був дуже успішний політ. Спасибі всім» — сказав командир екіпажу Фредерік Стеркоу.
Космічний довгожитель Суніта Вільямс не вийшла з шаттла, вона відразу потрапила в руки до лікарів і була вивезена для обстеження.

## Після польоту
23 червня астронавти екіпажу «Атлантіса» повернувся в Х'юстон, у Космічний центр Джонсона, де їм була влаштована урочиста зустріч. Суніта Вільямс вже пересувалася самостійно і також брала участь в урочистостях.

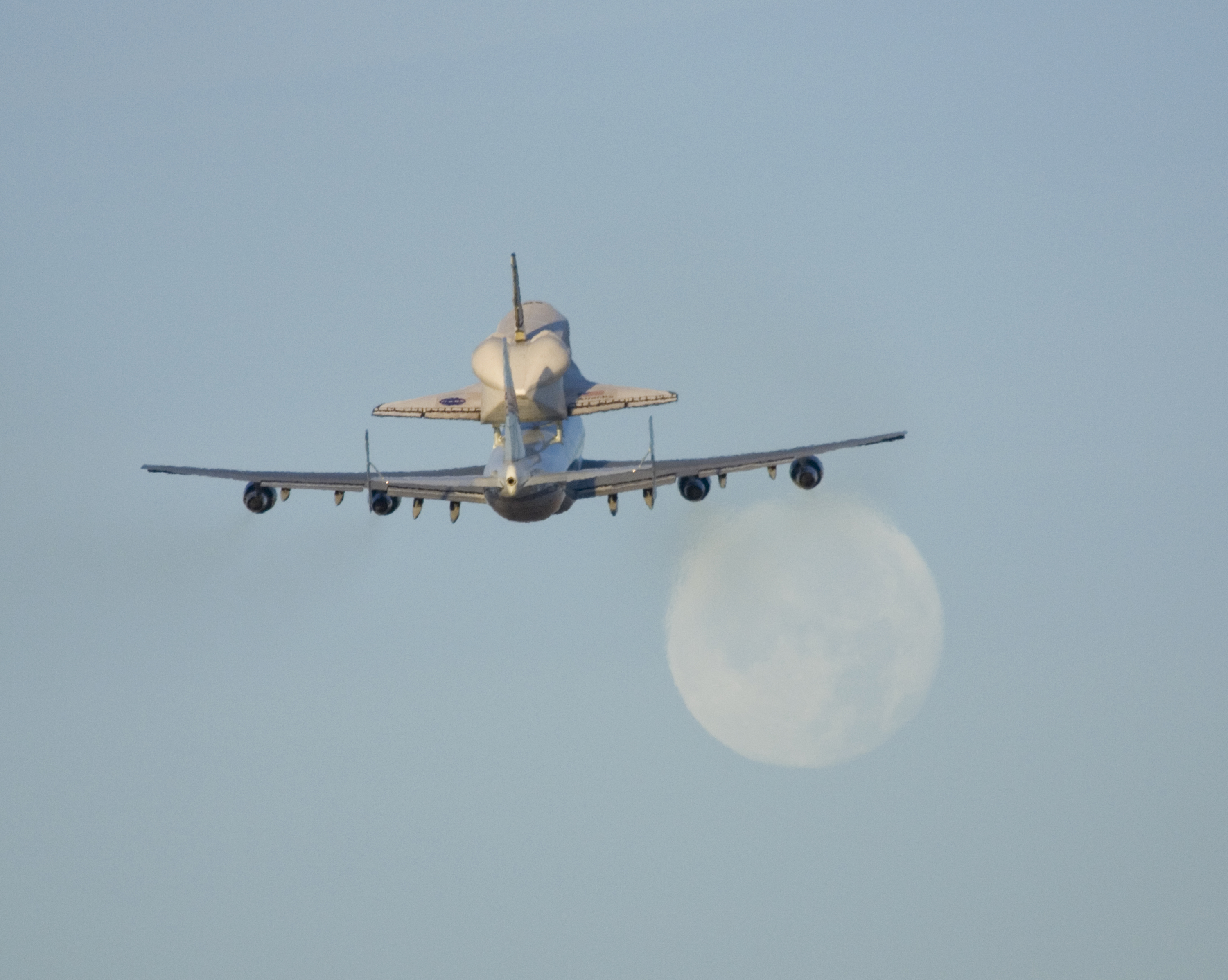
«Атлантіс» верхи на «Боїнгу» летить з Каліфорнії до Флориди

3 липня шаттл «Атлантіс» повернувся в Космічний центр Кеннеді на мисі Канаверал. Переліт з Каліфорнії тривав дві доби. 22 червня, після майже чотирнадцятидобового космічного польоту, «Атлантіс» приземлився на базі Едвардс. Для підготовки до наступного космічного польоту, «Атлантіс» необхідно було переправити в Космічний центр Кеннеді у Флориді. Для перельоту із західного узбережжя США на східне, «Атлантіс» був закріплений на спеціально обладнаному «Боїнгу»-747. Переліт «Боїнга» з шатлом на спині почався 1 липня в 13:04 UTC і закінчився 12:27 UTC. Під час перельоту «Боїнг» здійснив три проміжні посадки: перша для дозаправки в Амарілло (штат Техас) друга, для першої ночівлі, на військово-повітряній базі Оффут на сході штату Небраска і третя в Форт Кемпбелл (штат Кентуккі). У Кентуккі «Боїнг» був змушений затриматися на добу через несприятливі погодні умови в кінцевому пункті перельоту, на мисі Канаверал. З Форт-Кемпбелла «Боїнг» о 10:15 UTC злетів і приземлився на космодромі Канаверал о 12:27 UTC. Через 25 діб «Атлантіс» повернувся у вихідну точку на космодром Канаверал, звідки він стартував у космос 8 червня, щоб почати підготовку до наступного старту в космос. Наступний старт «Атлантіса» STS-122 в космос призначений на 6 грудня в 21:30 UTC. Основним завданням місії STS-122 буде доставка і монтаж на МКС європейського дослідницького модуля «Колумбус».